# Valdis Zatlers
Valdis Zatlers (Riga, 22 de março de 1955) é um médico e político letão, foi presidente de seu país de 2007 até 2011, sucedendo a Vaira Vīķe-Freiberga.